# Greta
Greta (укр. Грета) — українська торгова марка і виробник кухонних плит. Підприємство знаходиться в місті Дружківка, Донецька область.

## Історія
Підприємство було відкрите в місті Дружківка у 1943 році як міськпромкомбінат для відновлення зруйнованого під час війни господарства міста.
1959 року, у зв'язку із розвитком газової промисловості, підприємство перекваліфікувалось у виробника газових плит, змінивши назву на «Дружківський завод газової апаратури». У цьому ж році було випущено близько 4 тис. плит моделі ПГ-4.
1995 року державний завод отримав статус відкритого акціонерного товариства.
У 2005—2008 роках на заводі була проведена повна реконструкція обладнання під європейські стандарти, що дозволило забезпечити стрімке зростання виробництва.
У 2012 році виробнича потужність підприємства складала 500 тис. плит на рік.

## Продукція
Продукція компанії «Greta» експортується до Азербайджану, Білорусі, Казахстану, Литви, Молдови, Польщі, Росії, Узбекистану, Чехії, Румунії, Угорщини.

## Нагороди
- На сьогоднішній день підприємство є володарем двадцяти міжнародних нагород, у тому числі Міжнародної Золотої Зірки за високу якість та імідж. У 2006 році підприємство отримало сертифікат ISO 9001:2000, що підтверджує високу якість своєї продукції.
- В березні 2011 року був отриманий сертифікат відповідності продукції вимогам євростандарту (СЄ).